# NGC 1582
NGC 1582 è un ammasso aperto molto disperso visibile nella costellazione di Perseo.

## Osservazione

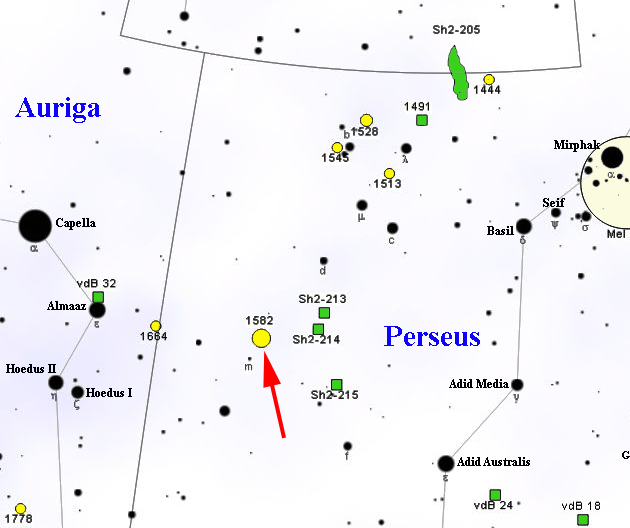
Mappa per individuare NGC 1582.

Si individua nella parte orientale della costellazione, poco più di 2,5° a NNW della stella 58 Persei, rintracciabile a sua volta a est della ε Persei tramite una facile concatenazione; le sue ampie dimensioni apparenti, di poco superiori a quelle della Luna piena, e la sua scarsa concentrazione lo rendono un oggetto piuttosto sfuggente. Tramite un binocolo 10x50 a mala pena si distingue dal fondo cielo e si presenta come un ellissoide di stelle di magnitudine 8 e 9; un telescopio da 100mm e bassi ingrandimenti mostra alcune decine di stelle molto sparse fino alla magnitudine 12, mentre ingrandimenti spinti non permettono di avere una visione d'insieme dell'oggetto.
La declinazione moderatamente settentrionale di quest'ammasso favorisce gli osservatori dell'emisfero nord, sebbene si presenti circumpolare solo a partire da latitudini elevate; dall'emisfero australe la sua osservazione risulta penalizzata in particolare dalle regioni situate a elevate latitudini meridionali. Il periodo migliore per la sua osservazione nel cielo serale è quello compreso fra ottobre e marzo.

## Storia delle osservazioni
NGC 1582 venne individuato per la prima volta da William Herschel nel 1788 attraverso un telescopio riflettore da 18,7 pollici; suo figlio John Herschel lo riosservò in seguito e lo inserì poi nel suo General Catalogue of Nebulae and Clusters col numero 855.

## Caratteristiche
NGC 1582 è un ammasso molto disperso e relativamente povero di stelle, benché sia di grandi dimensioni sia apparenti che reali; la sua distanza è stimata attorno ai 1100 parsec (3586 anni luce), corrispondente a una regione situata probabilmente sul bordo esterno del Braccio di Orione o in prossimità di quello più interno del Braccio di Perseo, nei pressi di un addensamento di stelle giovani che assieme ad altri gruppi stellari più lontani viene indicato tradizionalmente come Auriga OB1.
La principale difficoltà che si incontra nello studio di quest'oggetto è la sua notevole dispersione, specialmente in relazione ai campi stellari piuttosto ricchi che si trovano nella sua direzione; la sua età pari a circa 300 milioni di anni lo rende un oggetto relativamente evoluto, seppure non particolarmente vecchio. Fra le sue componenti sono state individuate due probabili stelle binarie.